# Bavosa de plomall
La bavosa de plomall (Parablennius pilicornis) és una espècie de peix de la família dels blènnids i de l'ordre dels perciformes.

## Morfologia
Els mascles poden assolir els 12,7 cm de longitud total.

## Distribució geogràfica
Es troba des de la península Ibèrica fins a Möwe Bay (Namíbia). També a la costes mediterrànies del Marroc i ibèriques, al sud-oest de l'Atlàntic (Brasil i Argentina -Patagònia-) i a l'oest de l'Índic (Sud-àfrica).